# Potemkine (chanson)
Pour les articles homonymes, voir Potemkine.
Pistes de Potemkine
C'est si peu dire que je t'aime
(2)
Potemkine est une chanson composée et interprétée par Jean Ferrat sur des paroles de Georges Coulonges. Sortie en décembre 1965, elle compte parmi les titres emblématiques de l'auteur-compositeur-interprète,. 

## Thématique
La chanson est un hommage à la mutinerie du cuirassé Potemkine survenue durant la révolution russe de 1905.

## Censure
Lors de sa sortie, l'ORTF refuse de diffuser Potemkine en raison de son caractère politique.

## Reprises
Cette chanson a été reprise par de nombreux artistes, notamment : Francesca Solleville, Isabelle Aubret, Ian Dayeur, Jérémie Bossone, Hubert Félix Thiéfaine, Bénabar, les groupes Ludwig von 88, elZed et Prisca et la chorale  Les Fous chantants d'Alès.